# فیلمور (اکلاهما)
فیلمور (به انگلیسی: Fillmore) یک منطقهٔ مسکونی در ایالات متحده آمریکا است که در شهرستان جانستون، اکلاهما واقع شده‌است. فیلمور ۲۲۷٫۹۹ متر بالاتر از سطح دریا واقع شده‌است.